# Bubs
Bubs (ca. 1978-1980) – Dansk punkband, der bl.a. spillede til Pære Punk arrangementet i Huset i Århus den 10. november 1978 sammen med bl.a. Bollocks og Lost Kids. En koncert som også lader til, at have været bandets debutkoncert.
Bubs spillede herudover bl.a. til den legendariske punkfestival Concert Of The Moment i Saltlageret den 9. november 1979, til arrangementet ”Rockmaskinen mod unødvendig vold” den 12. januar 1980 i Rockmaskinen sammen med bl.a. Identity (Ballet Mécanique) og Mc Värk (Art in Disorder), og i Stakladen i Århus den 16. februar 1980 til arrangementet "Rock mod profitten" sammen med bl.a. Identity, Bollocks, Gate Crashers, Mc Värk, The Zero Point og Normals.

## Diskografi
- 12" 3x LPlive 1980 Concert Of The Moment (Irmgardz / IRMG02)
- MC 14/11 1980 Concert Of The Moment (Irmgardz / IRMG K502)
- 12" LP 1997 Comp Bloodstains Across Denmark.